# Epanusia albiclava
Epanusia albiclava är en stekelart som beskrevs av Girault 1916. Epanusia albiclava ingår i släktet Epanusia och familjen sköldlussteklar. Inga underarter finns listade i Catalogue of Life.